# 圭亚那总统
圭亞那合作共和國總統為圭亞那政府的国家元首及三軍統帥，由多數黨領袖出任。

## 歷史
当圭亚那在1970年宣布为主权共和国后，總理由圭亚那国民议会选举产生，任期五年，并拥有主要是礼仪性的权力。1980年公投之后，宪法进行了修改，改議會制為總統制，總理成為了總統。在大選和地方选举中得票最多的政党的领袖將当选总统，并任职立法机关，為期五年。
总理的統計是从1970年钟亚瑟总理開始算起。总统的統計是从1980年的福布斯·伯纳姆（開始總統制後第一个总统）開始算起。

## 圭亚那总统（1970年至今）
根据1970年《圭亚那合作共和国宪法》，圭亚那总统取代圭亚那君主成为礼节性国家元首。总统被国民议会选举，总统是一个任期五年。在空缺的情况下总理担任代理总统。 1980年总统的权力均升高，可以有权任命法院院长作为一个例子。
| 總統 | 總統 | 總統                                 | 在任時間       | 在任時間                  | 在任時間  | 政黨 （參選時黨籍）                       | 總理                             |
| #    | 肖像 | 姓名                                 | 就任日期       | 離任日期                  | 在任時間  | 政黨 （參選時黨籍）                       | 總理                             |
| ---- | ---- | ------------------------------------ | -------------- | ------------------------- | --------- | ----------------------------------------- | -------------------------------- |
| 1    |      | 鍾亞瑟 （1918年–2008年）             | 1970年3月17日  | 1980年10月6日             | 10年203天 | 無黨籍                                    | 福布斯·伯納姆                    |
| 2    |      | 福布斯·伯納姆 （1923年–1985年）      | 1980年10月6日  | 1985年8月6日 （任內死亡） | 4年304天  | 人民全国大会                              | 普托利米·里德 休·德斯蒙德·霍伊特 |
| 3    |      | 休·德斯蒙德·霍伊特 （1929年–2002年） | 1985年8月6日   | 1992年10月9日             | 7年64天   | 人民全国大会                              | 汉密尔顿·格林                    |
| 4    |      | 切迪·贾根 （1918年–1997年）          | 1992年10月9日  | 1997年3月6日 （任內死亡） | 4年148天  | 人民进步党                                | 塞缪尔·海因兹                    |
| 5    |      | 萨姆·海因兹 （1943年–）              | 1997年3月6日   | 1997年12月19日            | 288天     | 人民进步党                                | 珍妮特·罗森堡·贾根               |
| 6    |      | 珍妮特·罗森堡·贾根 （1920年–2009年） | 1997年12月19日 | 1999年8月11日 （辭職）    | 1年235天  | 人民进步党                                | 塞缪尔·海因兹 巴拉特·贾格迪奥    |
| 7    |      | 巴拉特·賈格迪奧 （1964年–）          | 1999年8月11日  | 2011年12月3日             | 12年114天 | 人民进步党                                | 塞缪尔·海因兹                    |
| 8    |      | 唐納德·拉莫塔 （1950年–）            | 2011年12月3日  | 2015年5月16日             | 3年164天  | 人民进步党                                | 塞缪尔·海因兹                    |
| 9    |      | 戴维·格兰杰 （1945年–）              | 2015年5月16日  | 2020年8月2日              | 5年78天   | 人民全国大会改革 （争取民族团结伙伴关系） | 摩西·纳加木图                    |
| 10   |      | 伊尔法安·阿里 （1980年–）            | 2020年8月2日   | 现任                      | 4年234天  | 人民进步党                                | 马克·菲利普斯                    |

## 外部連結
- 圭亞那總統府